# Turistická značená trasa 4371
 Turistická značená trasa 4371 je 12 km dlouhá zeleně značená trasa Klubu českých turistů v okresech Semily a Trutnov spojující Benecko a Špindlerův Mlýn. Její převažující směr je severovýchodní. Převážná část trasy se nachází na území Krkonošského národního parku.

## Průběh trasy
Turistická trasa má svůj počátek v centru Benecka na rozcestí s červeně značenou Bucharovou cestou z Jilemnice na pramen Labe. Trasa vede zpočátku severovýchodním směrem po silnici zástavbou Benecka. Od jejího okraje pokračuje na sever lesní pěšinou západním svahem Jánského vrchu do sedla Rovinka. Zde se kromě turistické chaty nachází rozcestí opět s Bucharovou cestou a se žlutě značenou trasou 7307 z Rokytnice nad Jizerou do Přední Labské. S ní vede trasa 4371 v krátkém souběhu. Po jeho skončení pokračuje severovýchodním směrem po asfaltové komunikaci západním úbočím Šeřína na horní okraj Čerstvé Vody, kde překračuje stejnojmenný potok. Komunikace nemění charakter a trasa pokračuje na luční enklávu Třídomí, kde překračuje Vojákův potok. Stále po asfaltové komunikaci vede trasa západním svahem Černé skály do Labské. Na jejím jižním okraji se křižuje s modře značenou trasou 1805 vedoucí od místní přehrady do Jablonce nad Jizerou a na jejím severním okraji se stejně značenou trasou 1806 ze stejného místa na Horní Mísečky. Trasa 4371 pokračuje dále lesní cestou do údolí Krakonošovy strouhy, podél které klesá na okraj Špindlerova Mlýna. Do jeho centra pokračuje podél silnice II/295. V něm se nachází rozcestí, kde na trasu 4371 navazují zeleně značené trasy 4206 do Pece pod Sněžkou a 4207 na Hrnčířské Boudy, dále tudy prochází červeně značená trasa 0402 z Horních Míseček na Luční boudu a jsou zde výchozí modře značené Harrachovská cesta do Harrachova, 1804 do Vrchlabí a 1807 do Dolního Dvora.

## Historie
Trasa měla dříve svůj počátek v Dolních Štěpanicích a na současný počátek stoupala v trase dnešní červeně značené Bucharovy cesty. Ta dříve vedla východněji. Do Špindlerova Mlýna trasa dříve nesestupovala údolím Krakonošovy strouhy, ale vedla severněji přes Bedřichov

## Turistické zajímavosti na trase
- Benecko
- Rovinka
- Vyhlídkové místo v Čerstvé Vodě
- Zvonička na Labské
- Špindlerův Mlýn
- Bílý most ve Špindlerové Mlýně
- Socha svatého Jana Nepomuckého ve Špindlerově Mlýně